# Suskunlar
Suskunlar est une série télévisée turque en 28 épisodes de 90 minutes réalisée par Çağatay Tosun, produite par Tims Productions, et diffusée du 1er mars au 2 décembre 2012 sur la chaîne Show TV.

## Distribution
- Murat Yıldırım : Ecevit Oran (Şerif)
- Sarp Akkaya (tr) : Bilal Tutkun (Sarı)
- Güven Murat Akpınar (tr) : İbrahim Kene (Iska)
- Tugay Mercan (tr) : Zeki Sinanlı (Yanık)
- Aslı Enver (tr) : Ahu Kumral
- Berk Hakman (tr) : Gurur Kutay / Gazanfer Bircan (Kasap)
- Mehmet Özgür (tr) : İrfan Alkara (Takoz)
- Reha Özcan (tr) : Sait Karam (Müdür)
- Özge Sezince : Sibel
- Pelin Akil (tr) : Nisan Ağazade (Nur Ağazade)
- Elif Atakan : Gülten
- Mert Asutay (tr) : Hüseyin
- Fatih Paşalı : Özcan Tiryaki (Yarasa)
- Jale Aylanç (tr) : Ümran Kene (Ümran Anne)
- Fırat Albayram (tr) : Hasan (Çakal)
- Batuhan Başıbüyük : Ferhat
- Alican Yücesoy (tr) : (Cebrail)